# Aleksandra Petrović
Aleksandra Petrović, cyr. Александра Петровић (ur. 1 lipca 1987 roku w Nowym Sadzie) – serbska siatkarka, grająca na środkowej. Od sezonu 2016/2017 występuje w azerskiej drużynie Telekom Baku.

## Sukcesy klubowe
Mistrzostwo Serbii i Czarnogóry:
- 2005
- 2004, 2006

Mistrzostwo Serbii:
- 2008, 2009
- 2007

Puchar Serbii:
- 2008, 2009

Superpuchar Szwajcarii:
- 2009, 2010, 2011

Puchar Szwajcarii:
- 2010, 2011, 2012

Mistrzostwo Szwajcarii:
- 2010, 2011, 2012

Superpuchar Turcji:
- 2012

Mistrzostwo Turcji:
- 2013

Puchar Rumunii:
- 2014

Mistrzostwo Rumunii:
- 2014

Mistrzostwo Azerbejdżanu:
- 2017

## Sukcesy reprezentacyjne
Mistrzostwa Świata Juniorek:
- 2005

Liga Europejska:
- 2009

## Nagrody indywidualne
- 2009: Najlepsza atakująca Ligi Europejskiej